# 고탄다

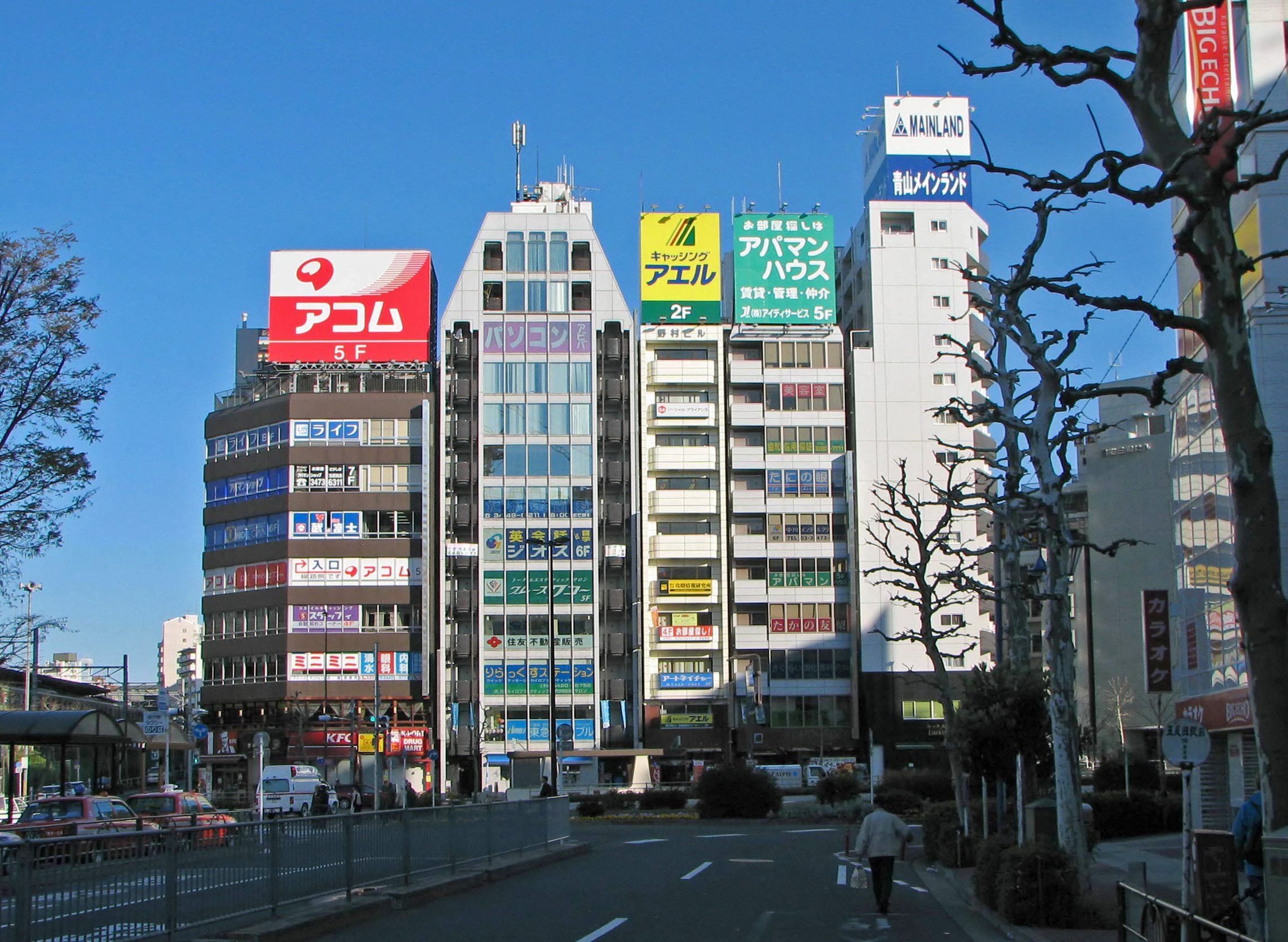

고탄다(일본어: 五反田)는 일본 도쿄도 시나가와구 북부에 있는 JR 야마노테 선 · 도쿄 급행 전철 이케가미 선 · 도에이 지하철 아사쿠사 선의 고탄다역을 중심으로 한 지역 이름이다. 대체로 야마노테 선을 경계로 니시고탄다와 히가시고탄다로 나뉜다. 도쿄 남쪽 지역의 핵심 지역으로 오피스 거리, 번화가, 유흥가로 번성하고 있다. 동쪽은 고급 주택가로, 역사가 있고 구 마사다 저택 (미치코 황후의 생가)가 있는 것으로도 유명하다.